# Beni Ounif
Beni Ounif (în arabă بنى ونيف) este o comună din provincia Béchar, Algeria.
Populația comunei este de 11.209 locuitori (2009).